# Wahlen 1984
◄◄ | ◄ | 1980 | 1981 | 1982 | 1983 | Wahlen 1984 | 1985 | 1986 | 1987 | 1988 | ► | ►►

Weitere Ereignisse
Die Liste der Wahlen 1984 umfasst Parlamentswahlen, Präsidentschaftswahlen, Referenden und sonstige Abstimmungen auf nationaler und subnationaler Ebene, die im Jahr 1984 weltweit abgehalten wurden.

## Termine
| Land                           | Datum                 | Link zur Wahl 1984                                  | Link zur vorigen Wahl                 | Bemerkungen |
| ------------------------------ | --------------------- | --------------------------------------------------- | ------------------------------------- | --- |
| Dänemark                       | 10. Januar            | Folketingswahl                                      |                                       | [ 1 ] |
| Ecuador                        | 29. Januar            | Parlamentswahl in Ecuador                           |                                       | [ 2 ] |
| Haiti                          | 12. Februar           | Parlamentswahl in Haiti                             |                                       | [ 3 ] |
| Sowjetunion                    | 4. März               | Parlamentswahl in der Sowjetunion                   |                                       | [ 4 ] |
| BR Deutschland                 | 25. März              | Landtagswahl in Baden-Württemberg                   | 1980                                  | |
| Österreich                     | 25. März              | Landtagswahl in Salzburg                            | 1979                                  | |
| Iran                           | 15. April und 17. Mai | Parlamentswahl im Iran                              | 1980                                  | |
| Antigua und Barbuda            | 17. April             | Parlamentswahl in Antigua und Barbuda               | Parlamentswahl in Antigua und Barbuda | erste Wahl nach der Unabhängigkeit im November 1981;                                                                         |
| DDR                            | 6. Mai                | Kommunalwahlen in der DDR                           |                                       | |
| Panama                         | 6. Mai                | Parlamentswahl in Panama                            |                                       | [ 6 ] |
| Tonga                          | 7. Mai                | Parlamentswahl in Tonga                             |                                       | [ 7 ] |
| Philippinen                    | 14. Mai               | Parlamentswahl auf den Philippinen                  |                                       | [ 8 ] |
| BR Deutschland                 | 23. Mai               | Wahl des deutschen Bundespräsidenten                | 1979                                  | |
| Ägypten                        | 27. Mai               | Parlamentswahl in Ägypten                           | 1979                                  | |
| Grönland                       | 6. Juni               | Parlamentswahl in Grönland                          | 1983                                  | Vorgezogene Neuwahl |
| Benin                          | 10. Juni              | Parlamentswahl in Benin                             |                                       | [ 9 ] |
| Europa                         | 14.–17. Juni          | Europawahl                                          | 1979                                  | |
| Niederlande                    | 14. Juni              | Europawahl in den Niederlanden                      | 1979                                  | |
| Vereinigtes Königreich         | 14. Juni              | Europawahl im Vereinigten Königreich                | 1979                                  | |
| Belgien                        | 17. Juni              | Europawahl in Belgien                               | 1979                                  | |
| Dänemark                       | 17. bzw. 20. Juni     | Europawahl in Dänemark                              | 1979                                  | |
| BR Deutschland                 | 17. Juni              | Europawahl in Deutschland                           | 1979                                  | |
| Frankreich                     | 17. Juni              | Europawahl in Frankreich                            | 1979                                  | |
| Griechenland                   | 17. Juni              | Europawahl in Griechenland                          |                                       | |
| Irland                         | 17. Juni              | Europawahl in Irland                                |                                       | |
| Italien                        | 17. Juni              | Europawahl in Italien                               | 1979                                  | |
| Luxemburg                      | 17. Juni              | Europawahl in Luxemburg                             | 1979                                  | |
| BR Deutschland                 | 17. Juni              | Kommunalwahlen im Saarland                          | 1979                                  | |
| Luxemburg                      | 17. Juni              | Kammerwahl                                          | 1979                                  | |
| Österreich                     | 17. Juni              | Landtagswahl in Tirol                               | 1979                                  | |
| St. Kitts und Nevis            | 21. Juni              | Parlamentswahl in St. Kitts und Nevis               |                                       | erste Wahl nach der Unabhängigkeit im September 1983;                                                                        |
| Neuseeland                     | 14. Juli              | Parlamentswahl in Neuseeland                        |                                       | [ 11 ] |
| Israel                         | 23. Juli              | Parlamentswahl in Israel                            |                                       | [ 12 ] |
| St. Vincent und die Grenadinen | 26. Juli              | Parlamentswahl in St. Vincent und den Grenadinen    |                                       | [ 13 ] |
| Zaire                          | 28.–29. Juli          | Präsidentschaftswahl in Zaire                       | 1977                                  | |
| Südafrika                      | 22. und 28. August    | Parlamentswahlen in Südafrika                       |                                       | Wahlen zum House of Representatives (Parlamentskammer für Farbige) und dem House of Delegates (Parlamentskammer für Asiaten) |
| Kanada                         | 4. September          | Kanadische Unterhauswahl                            | 1980                                  | |
| Botswana                       | 8. September          | Parlamentswahlen in Botswana                        |                                       | [ 14 ] |
| Marokko                        | 14. Sep. und 2. Okt.  | Parlamentswahl in Marokko                           |                                       | [ 15 ] |
| Volksrepublik Kongo            | 23. September         | Parlamentswahlen in der Volksrepublik Kongo         | 1979                                  | [ 16 ] |
| Österreich                     | 30. September         | Landtagswahl in Kärnten                             | 1979                                  | |
| Schweiz                        | 2. Oktober            | Bundesratswahl                                      | 1983                                  | |
| Pakistan                       | 19. Oktober           | Referendum in Pakistan                              |                                       | Entscheidung, ob Pakistan ein islamischer Staat werden sollte                                                                |
| Irak                           | 20. Oktober           | Parlamentswahl im Irak                              |                                       | [ 17 ] |
| Österreich                     | 21. Oktober           | Landtagswahl in Vorarlberg                          | 1979                                  | |
| Salomonen                      | 24. Oktober           | Parlamentswahl auf den Salomonen                    | 1980                                  | [ 18 ] |
| Nicaragua                      | 4. November           | Parlamentswahl in Nicaragua                         |                                       | [ 19 ] |
| Vereinigte Staaten             | 6. November           | Präsidentschaftswahl in den Vereinigten Staaten     | 1980                                  | |
| Vereinigte Staaten             | 6. November           | Wahl zum Senat der Vereinigten Staaten              | 1982                                  | |
| Vereinigte Staaten             | 6. November           | Wahl zum Repräsentantenhaus der Vereinigten Staaten | 1982                                  | |
| Färöer                         | 8. November           | Løgtingswahl                                        | 1980                                  | |
| Argentinien                    | 25. November          | Volksbefragung zum Beagle-Konflikt                  |                                       | siehe Artikel zum Beagle-Konflikt                                                                                            |
| Uruguay                        | 25. November          | Wahlen in Uruguay                                   | 1971                                  | |
| Australien                     | 1. Dezember           | Parlamentswahl in Australien                        | 1983                                  | |
| Grenada                        | 3. Dezember           | Parlamentswahl in Grenada                           |                                       | erste Wahl seit 1976 nach der Invasion der USA im Jahr 1983 und der Rückkehr zur Demokratie                                  |
| Belize                         | 14. Dezember          | Parlamentswahl in Belize                            |                                       | [ 20 ] |
| Singapur                       | 22. Dezember          | Parlamentswahl in Singapur                          |                                       | [ 21 ] |
| Indien                         | 24., 27. und 28. Dez. | Parlamentswahl in Indien                            | 1980                                  | |
| Somalia                        | 31. Dezember          | Parlamentswahl in Somalia                           | 1979                                  | |